# Солянка (приток Кувая)
Солянка — река в России, протекает в Новосергиевском районе Оренбургской области. Длина реки составляет 14 км, площадь водосборного бассейна — 92,5 км².
Начинается к востоку от леса Осинового. Течёт в южном направлении по открытой местности мимо урочища Толкачи, лесов Обвального, Извекова, Бахчевного. Устье реки находится в 24 км по правому берегу реки Кувай на территории села Кувай на высоте 139 метров над уровнем моря.

## Данные водного реестра
По данным государственного водного реестра России, река относится к Нижневолжскому бассейновому округу. Водохозяйственный участок реки — Самара от истока до Сорочинского гидроузла. Речной бассейн Солянки — Волга от верховий Куйбышевского водохранилища до впадения в Каспий.
Код объекта в государственном водном реестре — 11010000912112100006260.